# Heiakker (Leudal)
Heiakker (Limburgs: D'n Heiakker) is een buurtschap in de gemeente Leudal in de Nederlandse provincie Limburg. Zij is gelegen tussen de dorpen Grathem, Kelpen-Oler en Baexem, zo'n twee kilometer ten noorden van de dorpskern van Grathem. Tot het ontstaan van de gemeente Leudal behoorde ze tot de gemeente Heythuysen.
De buurtschap ligt in een open landbouwgebied en bestaat uit circa 30 verspreide woningen en boerderijen langs de (delen van) de gelijknamige straat Heiakker, de Veldstraat, de Kuiperweg, de Hunselerdijk en Gemeentebos. Qua adressering valt de buurtschap geheel onder de woonplaats Grathem. Ten westen van Heiakker ligt de buurtschap Geneijgen.
In Heiakker bevinden zich twee gemeentelijke gemeentelijk monumenten: op de hoek Veldstraat/Kuiperweg staat de Onze-Lieve-Vrouw-van-Lourdeskapel uit het jaar 1939 en op hoek Veldstraat/Heiakker een monumentaal veldkruis.
Buurtschap de Heiakker heeft tevens een actieve buurtvereniging waardoor de connectie in de buurt levendig wordt gehouden. 
Dorpen: Baexem · Buggenum · Ell · Grathem · Haelen · Haler · Heibloem · Heythuysen · Horn · Hunsel · Ittervoort · Kelpen-Oler · Neer · Neeritter · Nunhem · Roggel

Buurtschappen: Aan de Bergen · Aan het Broek · Achter het Klooster · Asbroek · Beekkant · Berik · Blenkert · Brumholt · Caluna · Castert · De Horck · Dries · Eiland · Eind · Ellerhei · Gendijk · Geneijgen · Gerhegge · Haelense Broek · Hanssum · Heiakker · Heide (Heythuysen) · Heide (Roggel) · Heioord · Heugde · Hoek · Hollander · Hoogschans · Hoogstraat · De Horck · Kappert · Karreveld · Keizerbos · Kinkhoven · Laak · Maxet · Mortel · Nijken · Op de Bos · Ophoven · Overhaelen · Roligt · Santfort (deels) · Schaapsbrug · Schans (Ell) · Schans (Roggel) · Schillersheide · Smidstraat · Strubben · Uffelse · Venne · Vestjenshoek · Vlaas · Waije

Voormalige gemeenten: Haelen · Heythuysen · Hunsel · Roggel en Neer

Limburg: Steden en dorpen      Nederland: Provincies · Gemeenten